# Кастел Роцоне
Кастел Роцоне (итал. Castel Rozzone) је насеље у Италији у округу Бергамо, региону Ломбардија.
Према процени из 2011. у насељу је живело 2824 становника. Насеље се налази на надморској висини од 139 м.

## Становништво
| 1936. | 1951. | 1961. | 1971. | 1981. | 1991. | 2001. | 2011. |
| ----- | ----- | ----- | ----- | ----- | ----- | ----- | ----- |
| 1.199 | 1.423 | 1.539 | 1.763 | 2.079 | 2.323 | 2.545 | 2.896 |